# ويزلي واتسون
ويزلي واتسون (بالإنجليزية: Wesley Watson)‏ (16 سبتمبر 1962 - ) هو ملاكم أمريكي، صنّف ضمن فئة وزن ثقيل.

## وصلات خارجية
- ويزلي واتسون على موقع بوكس ريك (الإنجليزية) (registration required)